# سیارک ۸۶۰۲
سیارک ۸۶۰۲ (به انگلیسی: 8602 Oedicnemus، نامگذاری:2480T-3) هشت هزار و ششصد و دومین سیارک کشف شده‌است که در ۱۶ اکتبر ۱۹۷۷ کشف شد.
قدر مطلق سیارک برابر ۱۳٫۴۰ است.